# Нольякка
Нольякка (фин. Noljakka) — один из самых больших районов города Йоэнсуу, в котором проживает 5621 жителей (2014). Границы района проходят по ручью Сиилайнен на востоке и каналу озера Хёютияйнен (фин. Höytiäinen) на западе. Граничит с районами Канервала на северо-востоке, Линнунлахти на юго-востоке, Марьяла на западе, Пилкко на севере и озером Пюхяселькя (фин. Pyhäselkä) на юге.

## Общие сведения
Часть Нольякки, расположенная ближе к центру, застроена частными домами, таунхаусами и многоквартирными двухэтажными домами. В западной части Нольякки, помимо перечисленных видов построек, есть и многоэтажные дома. В Нольякке также находятся студенческие общежития компании Joensuun Elli. В районе располагается полиграфический комбинат Северной Карелии (фин. Pohjois-Karjalan Kirjapaino, см. Punamusta), редакция газеты «Карьялайнен», поликлиника Сиилайнен (фин. Siilaisen terveyskeskus), служба спасения Северной Карелии (фин. Pohjois-Karjalanpelastuslaitos) и начальная школа (фин.Noljakan koulu). В 1997 году в Нольякке на холме по проекту Ари-Юкки и Веийо Мартикайнена была построена церковь (фин. Noljakan kirkko). Рядом с церковью находится торговый центр, в котором располагаются универсам, аптека, ресторан и тир.
Большой популярностью у жителей города, особенно у детей, пользуется крестьянское подворье «Синккола» (фин. Sinkkolan kotieläinpiha). Это территория бывшей фермы семьи Кяхкёнен, на которой летом содержатся домашние животные: куры, кролики, козы, овцы, свиньи и коровы. Здесь также работает кафе и летний театр, проводятся молодежные мероприятия и лагеря, мастер-классы, организуется катание на лошадях. Главное здание подворья (фин. Sinkkolan tilan päärakennus pihapiireineen) — охраняемый памятник, представляющий ценность с исторической точки зрения.
В районе существует развитая сеть беговых дорожек и лыжных трасс, освещенный парк с лыжными склонами для детей и начинающих горнолыжников, а также парк для выгула собак. В лесу сохранились траншеи времен Второй мировой войны. В Нольякке располагаются две природоохранных зоны (фин. Natura-alue).

## История
Первоначально Нольякка принадлежала муниципальному округу Липери (фин. Liperi). С 1857-го по 1912-й территория относилась к Контиолахти (фин. Kontiolahti), после чего стала частью муниципального округа Пиелисенсуу (фин. Pielisensuu). В 1954 году община Пиелисенсуу была присоединена к Йоэнсуу, и Нольякка стала одним из районов города.

## Природоохранная зона
В Нольякке находятся две примыкающие друг к другу природоохранные зоны. Первая зона, расположенная в дельте канала Хёютияйнен, — птичий заказник: птичья стоянка и пешеходный маршрут. На справочных стендах можно найти информацию о птицах, растениях и насекомых. Семиметровая вышка для наблюдения за птицами (фин. Lintutorni) в 2002 году была признала лучшей в Финляндии. Вышка оснащена двумя смотровыми площадками. 50 гектаров заказника в районе холма (фин. Noljakanmäen Natura-alue) — это многовидовые лиственные рощи, поля, а также характерные для региона элементы традиционного окультуривания ландшафта, например, аутентичные старые каменные и деревянные здания, изгороди.

## Транспортное сообщение
По границе района Нольякка проходит трасса государственного значения № 9. В район Нольякка из центра ходят несколько автобусов. В районе хорошо развитая сеть пешеходных и велосипедных маршрутов.

## Памятники
В районе поликлиники Сиилайнен находится памятник Элонпирта (фин. Elonpirta), установленный в 1992 году по проекту скульптора Эркки Канносто (фин. Erkki Kannosto) в память о казненных в Йоэнсуу
солдатах, воевавших на стороне «красных» во время Гражданской войны 1918 года. Имена погибших солдат указаны на памятнике. На месте захоронения казненных красных в 1946 году был установлен гранитный мемориал. В районе Сиилайнен 14 апреля 1918 года были также расстреляны 99 пленных солдат Русской армии. Место захоронения обнаружили в 1960 году при постройке дороги на Куопио. По проекту городского архитектора Мауно Туомисто в 1974 году в память о погибших был установлен мемориальный камень.

## Стрельбище
Рядом с памятником Элонпирта расположены помещения бывшего стрельбища (фин. Entinen ampumaradan rakennus), открытие которого состоялось 14 августа 1927 года. Несмотря на то, что в районе Сиилайнен стрельбы проводились и раньше, крупные соревнования по стрельбе проводились на окраине города. В Сиилайнене проводились учения по стрельбе из винтовки, пулемета, курсы по ведению боя и гражданской обороне. Территория использовалась также и для организации дневных лагерей, программа которых была рассчитана на разные возрастные группы и предоставляла участникам как общие знания, так и практические навыки ведения военных действий. Здание бывшего стрельбища — охраняемый памятник.

## Лестадианскиймолитвенный дом
Здание молитвенного дома лестадианцев-первенцев (фин. Esikoislestadiolaisten rukoushuone) было построено в 2004 году по проекту архитектора Хейкки Сиппонена. Самый большой зал вмещает до 800 человек. Молитвенный дом собирает под своей крышей не только местных прихожан, но и сотни последователей движения из других мест. Каждый год лестадианцы проводят здесь Большое летнее собрание. Здание молитвенного дома расположено между поликлиникой Сиилайнен и трассой № 9.

## Охраняемые ландшафтные городские зоны
Охраняемая природная территория в районе — крестьянский двор Койвуваара (фин. Koivuvaara), расположенный на холме. Это большое поле, старое пастбище, находящееся в непосредственной близости к городу, на котором до сих пор выпасают овец.

## Пляжи
В Нольякке находится пляж Ааваранта (фин. Aavaranta). Линия берега, протяженностью около 60 метров, наполовину песчаная, наполовину каменная. На территории пляжа большая лужайка, площадка для игры в пляжный волейбол, раздевалка, туалет, парковка для автомобилей. Место пользуется большой популярностью у семей с детьми. Справа от лодочной станции (фин. Aavarannan pienvenepaikka), в конце дороги на Кайслараннантие, находится пляж для купания собак.